# 무색

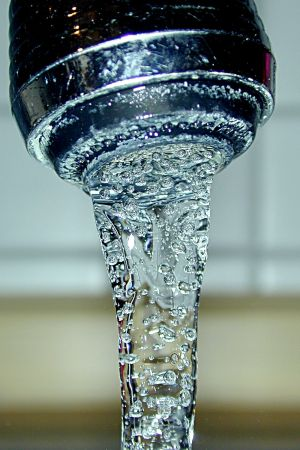
무색의 물

무색(無色)은 문자 그대로 색깔이 없는 것을 가리킨다. 물리학적으로 색깔이 없는 것은 흰색과 검은색이지만 일반적으로 흰색과 투명한 색을 무색이라고 부른다.

## 같이 보기
- 단색